# Samsung Galaxy A3 (2015)
O Samsung Galaxy A3 (2015) é um smartphone de alumínio Android fabricado pela Samsung. Foi introduzido em outubro de 2014, juntamente com o maior e relacionado Samsung Galaxy A5. Samsung Galaxy A3 (2016) é um sucessor do Samsung Galaxy A3. O Samsung Galaxy A3 é executado no Android Lollipop, com exceção do SM-A300FU, que roda o Marshmallow.

## Especificações
- Câmera Traseira: 8 MP
- Câmera frontal: 5 MP
- Chip System-on: Qualcomm Snapdragon 410 (Quad-core 1.2 GHz, CPU ARM Cortex-A53 de 64 bits)
- Processador Gráfico: Adreno 306
- Memória: 1 GB de RAM (A300F), 1,5 GB de RAM (SM-A300FU)
- Armazenamento: 16 GB
- Bateria: 1900 mAh (não removível)
- Tamanho: 4,5 pol
- Resolução: 540 x 960 pixels (qHD), 245 ppi
- Sistema Operacional: Android 4.4.4 KitKat (atualizável para  Android 6.0.1  Marshmallow)
- Peso: 110 g
- Dimensões: 130.1 x 65.5 x 6.9 mm
- Super tela AMOLED